# Elena e Michela Martignoni
Elena Martignoni (Milano, 1º marzo 1953) e 
Michela Martignoni (Milano, 15 aprile 1961) sono due scrittrici italiane.

## Biografia

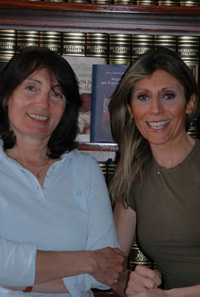
Le sorelle Martignoni

Dopo esperienze nell'insegnamento e nel teatro per bambini, le sorelle Martignoni hanno iniziato a scrivere professionalmente nel 1990. Esperte della dinastia dei Borgia, hanno scritto tre romanzi storici incentrati sulla famigerata famiglia ispano-italiana. Nel 2004 viene pubblicato il loro primo romanzo storico sui Borgia: Requiem per il giovane Borgia (TEA editore), seguito da Vortice d'inganni (Corbaccio, 2008) e Autunno Rosso Porpora (Corbaccio, 2010). I tre romanzi sui Borgia sono tradotti in Spagna dal Grupo Anaya Editorial e in Germania da Goldmann.
Nel 2015, con Mondadori pubblicano il romanzo storico Il duca che non poteva amare, incentrato sul famoso condottiero rinascimentale Guidobaldo di Montefeltro e ambientato nella storica città di Urbino.
Parallelamente al romanzo storico, si dedicano al genere poliziesco; con lo pseudonimo di Emilio Martini scrivono una serie di romanzi in cui il protagonista, il vicequestore commissario Gigi Bertè, ispirato alla figura di un vero poliziotto, risolve brillantemente intricati casi di omicidio. I quattordici romanzi, pubblicati da Corbaccio tra il 2012 e il 2023, sono ambientanti prevalentemente in Liguria, fra Genova e Santa Margherita Ligure, ma anche in altre località italiane, tra cui Capri. Nel 2023 il quarto episodio della serie, Doppio delitto all'Hotel Miramare, è stato pubblicato in lingua Inglese da Kazabo Publishing, USA. Alcuni titoli della serie sono anche prodotti in audiolibri, sulla piattaforma Audible e sono letti dall'attore Mario Zucca
Le sorelle Martignoni hanno scritto numerosi racconti e novelle pubblicati in raccolte con Mondadori, Delos, Solferino Libri e Corbaccio Editore, con cui hanno pubblicato due raccolte di racconti neri. Curano inoltre una rubrica mensile per la rivista online Storia in Rete e collaborano con il blog Contorni di Noir.,
Nel dicembre 2023 è uscita una loro graphic novel con Guida Editore, Milano Visionaria, sceneggiata da Giuseppe Ciarallo, e realizzata con un team di illustratori e fumettisti di fama come Giuliano Rossetti, Lido Contemori, Manlio Truscia, Leo Macagliano, Luc Garcon, Marco De Angelis, Cecco Marinello, Marilena Tardi, Gianni Allegra e con la cover del pluripremiato illustratore Daniele Serra.

## Opere

### Romanzi storici

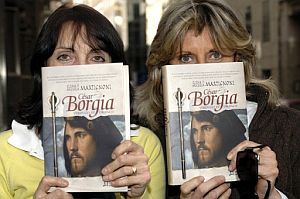
Le sorelle Martignoni con il loro romanzo

- Requiem per il giovane Borgia, Milano: TEA, 2005.
- Vortice di Inganni, il romanzo di Cesare Borgia, Milano, Corbaccio, 2008.
- Autunno Rosso Porpora, Milano: Corbaccio, 2010.
- I Borgia, Milano: Corbaccio, 2018.
- Il Duca che non poteva amare, Milano: Solferino, 2023.

### Romanzi gialli
Scritti con lo pseudonimo di  Emilio Martini
Le indagini del commissario Bertè si compone di 15 episodi tutti editi da CORBACCIO. Qui di seguito l'ordine cronologico:
- 01) La regina del catrame
- 02) Farfalla nera
- 03) Chiodo fisso
- 04) Doppio delitto al Miramare
- 05) Il mistero della gazza ladra
- 06) Invito a Capri con delitto
- 07) Il ritorno del marinero
- 08) Ciak si uccide
- 09) Il paese mormora
- 10) Il caso Mariuz
- 11) Vent'anni prima
- 12) Il botto
- 13) Sfida a Bertè
- 14) L'uomo del Bogart Hotel
- 15) Aspettando Cosetta